# 光明寺 (塩尻市)
光明寺（こうみょうじ）は、長野県塩尻市にある真言宗智山派の寺院。山号は御手洗山。本尊は大日如来。

## 概要
寺伝では寛永4年（1627年）、牛伏寺4世の法弟憲昌が開山、元禄8年（1695年）に戦国時代の国衆の吉田四郎忠家の居館址にあたる現在地に移転。現在の本堂は大正12年（1923年）に改築。大慈堂には薬師三尊、観世音菩薩が祀られる。

## 境内
- 本堂
- 大慈堂
- 本坊
- 庫裡
- 山門
- 宝蔵

## 交通アクセス
- JR篠ノ井線村井駅から徒歩で約15分、広丘駅から徒歩で約20分